# Champlas du Col
Champlas du Col è una frazione del comune di Sestriere, della città metropolitana di Torino, in Piemonte.

## Geografia fisica

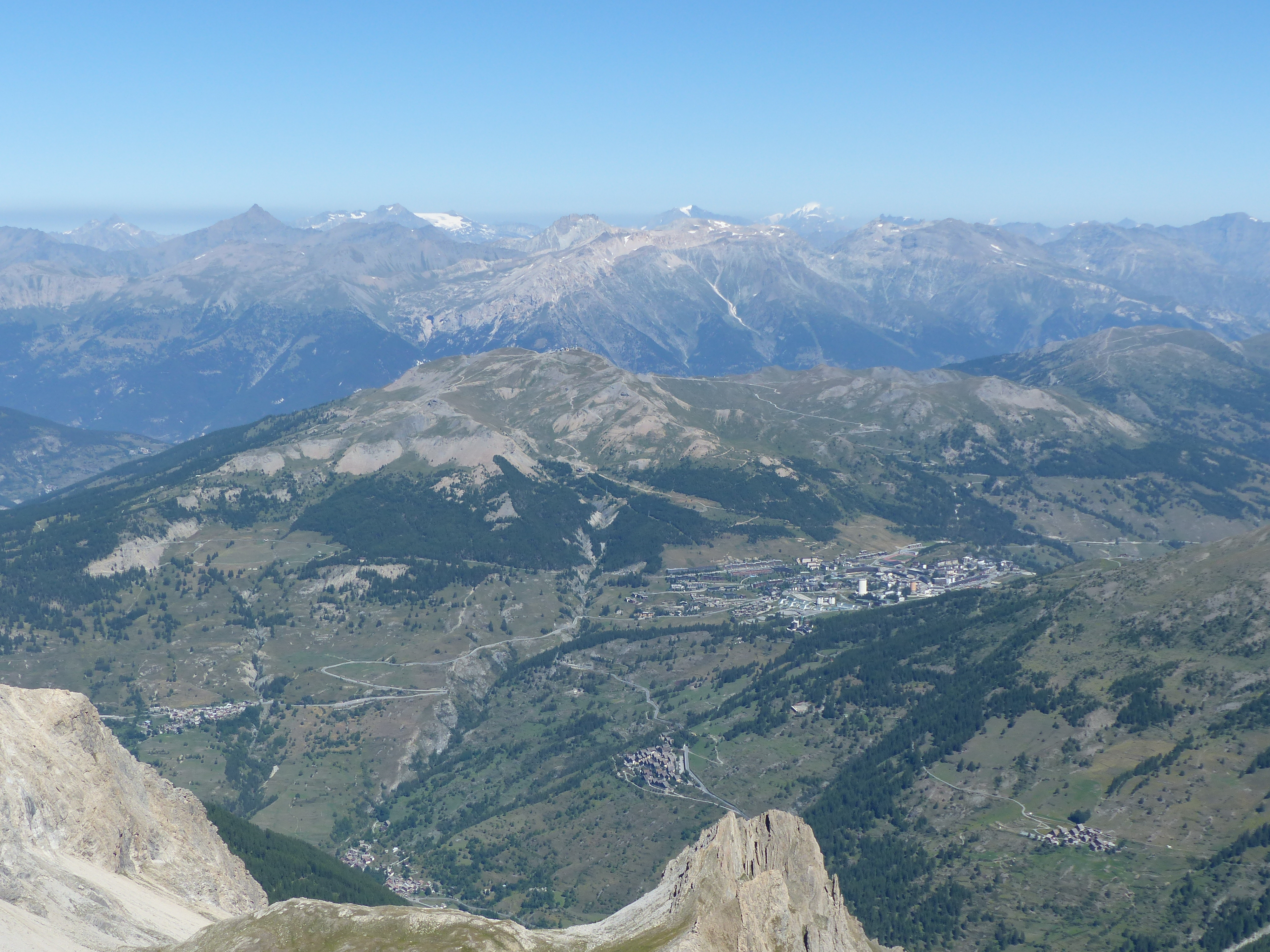
Champlas du Col (a sinistra), Sauze di Cesana (in basso), Grangesises (nel centro), Bessen Alto (a destra) e il Colle del Sestriere.

Champlas du Col si trova sul versante Sud del Monte Fraiteve a 3 km da Sestriere. La borgata è attraversata dalla SP 23R, su cui si corre la Cronoscalata Cesana-Sestriere.

## Storia
Champlas du Col era un comune indipendente fino al 8 novembre 1928, quando venne aggregato a Cesana Torinese. Dal 18 ottobre 1934, data di creazione del Sestriere sul colle sopra Champlas, diventa frazione di Sestriere.

## Cultura

### La Chiesa

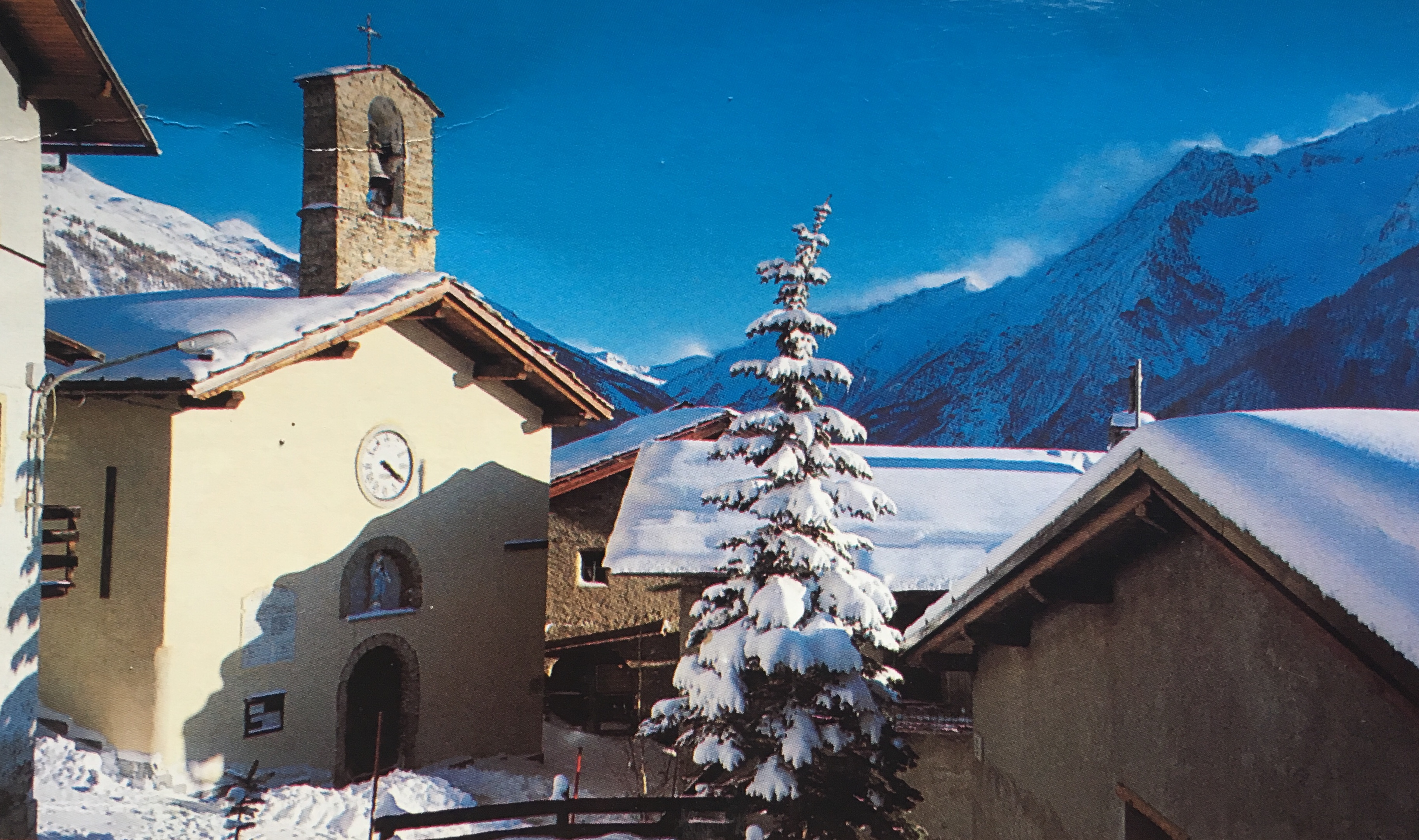
Chiesa di Sant'Antonio Abate

La chiesa di Sant'Antonio Abate, edificata nel 1672, presenta una semplice facciata a capanna, sormontata dal piccolo campanile a vela, nella quale si apre un portale lapideo con arco a tutto sesto. L'interno è a navata unica coperta da una volta a botte lunettata e conclusa da un'abside semicircolare voltata a catino; all'interno dell'abside si può ammirare il bel retablo ligneo con colonne scanalate e sovrastato da un timpano spezzato al cui interno si inserisce un'edicola. In controfacciata è presente una cantoria lignea. Le murature interne, intonacate e tinteggiate, presentano una decorazione ottocentesca semplice e ripetitiva. In quell'epoca era una cappellania della parrocchia di San Restituto, dalla quale si rese autonoma solo nel 1839.

### La Cappella
La cappella risultava già esistente nel 1660, anno in cui fu visitata dal vicario generale della Prevostura di Oulx, Jean Allois. La cappella di San Rocco sorge isolata circondata da pascoli nella frazione di Champlas du Col a Sestriere. La facciata è profilata a semplice capanna. La copertura del tetto a due falde, con manto in lose, si protende in facciata a proteggere l'ingresso: una semplice porta in legno affiancata da due piccole finestre e sovrastata da una targa in legno con il nome del santo. Tutte le aperture sono inquadrate da una cornice intonacata leggermente in aggetto. Il piccolo campanile "a vela" emerge dal tetto in asse rispetto alla facciata. Internamente l'edificio si sviluppa secondo un impianto a navata unica.

### “Le Grand Carnaval” de Champlas du Col
Il Carnevale di Champlas du Col era una manifestazione annuale, con origini antiche, considerata come un rito di fertilità. Si festeggiava il ritorno della primavera dopo i lunghi mesi d'inverno montanaro. Qualcuno incarnava il Carnaval, personaggio che vive nell'opulenza, e un altro la Quaresima, rappresentazione della penitenza. Alla fine del processo che oppone questi due protagonisti la Quaresima vivrà e il Carnaval morirà.
Un corteo mascherato composto di personaggi tipici dei carnevali montanari andava al Sestriere, a Sauze di Cesana, Champlas Janvier, Rollieres, ...

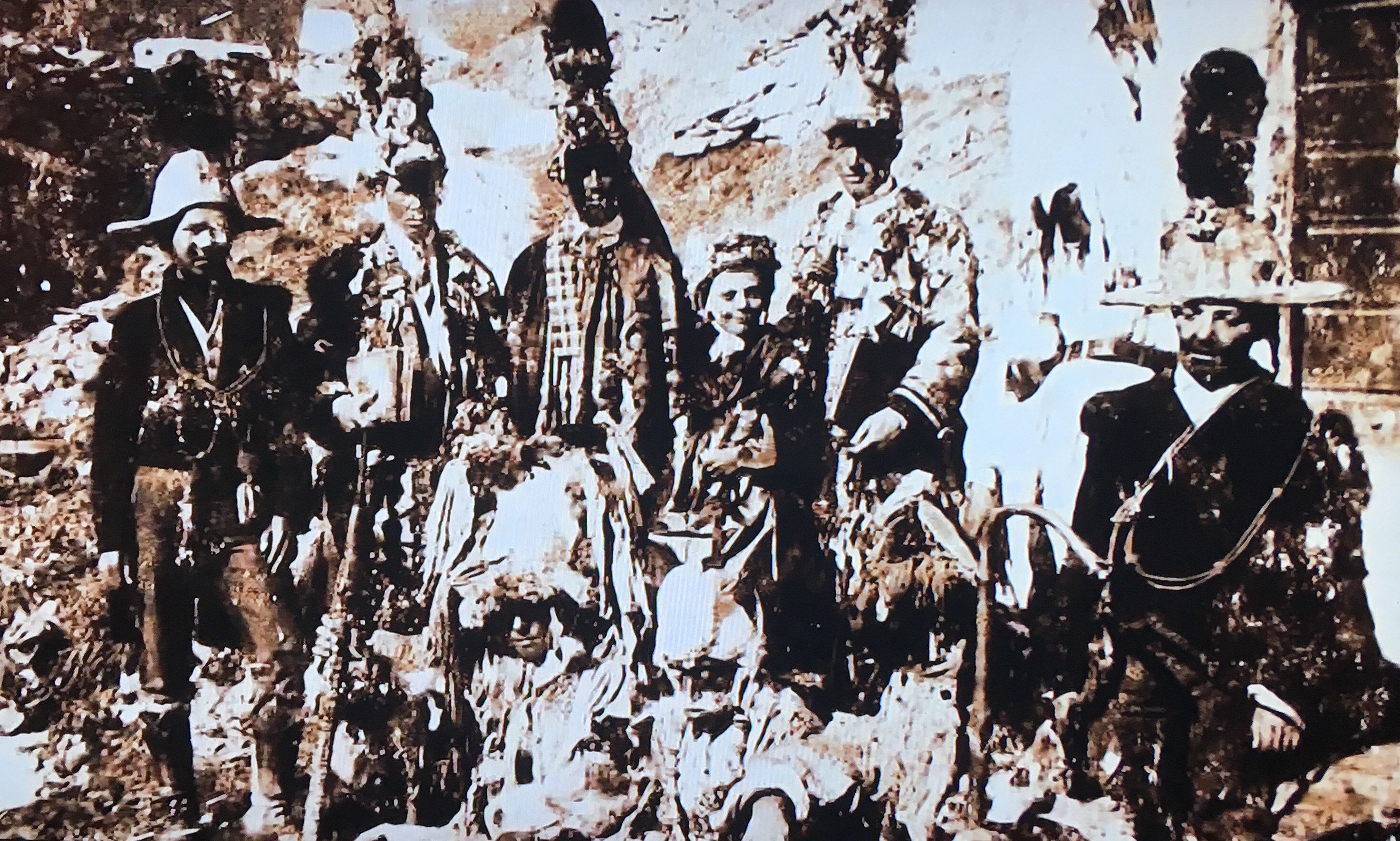
Le Grand Carnaval de Champlas du Col

Dalle testimonianze di Celestino Beraudon e di Alessandro Mallen sulla rappresentazione del Carnevale: “...Gli ultimi Carnevali si sono svolti a Champlas du Col negli anni 1946-1947. Tutti i costumi erano cuciti dalle donne del paese, durante le lunghe veglie invernali, mentre i cappelli erano realizzati, con tanta pazienza, dagli artigiani più abili. Alla costruzione del palco per la celebrazione del processo, partecipavano tutti, mascherati e non. I diversi accessori dei costumi venivano imprestati da una famiglia all’altra e contrassegnati da un nome scritto su un pezzo di stoffa, in quanto venivano restituiti alla fine del Carnevale. Le mascherate erano talmente curate che nessun figurante poteva essere riconosciuto e identificato dagli spettatori. I versetti, che ogni maschera recitava al processo, erano ideati e scritti da uomini e donne del paese, come pure la canzone di Carnevale. Durante tutto il periodo del carnevale, si ballava ovunque: nelle strade, sui piazzali, nelle case della gioventù e, la notte, nei locali pubblici...”
Nel 2005 e poi nel 2006, il Carnevale rinasce all'occasione delle Olimpiadi di Torino. La gente ha ricreato per una giornata l'atmosfera di un tempo.